# Kasachische Eishockeynationalmannschaft
Die kasachische Eishockeynationalmannschaft der Männer wird vor der Weltmeisterschaft 2022 in der IIHF-Weltrangliste auf Platz 15 geführt. Mit dieser Klassierung gilt Kasachstan als stärkste Eishockey-Nation Asiens, noch vor Japan oder China.
Nach der ersten Teilnahme an einer A-WM 1998 gelangen der kasachischen Nationalmannschaft weitere Teilnahmen an den Turnieren 2004, 2005 und 2006. Nach der Meisterschaft in der Division I 2009 entwickelte sich das Team zu einer Fahrstuhlmannschaft und pendelt seither zwischen der Top-Gruppe und der zweitklassigen Division I.

## Geschichte

### Olympische Spiele
Für die ersten Winterspiele nach dem Zerfall der Sowjetunion, zu der auch Kasachstan gehört hatte (und die Spieler somit für die Sowjetische Eishockeynationalmannschaft spielten), 1994 in Lillehammer gelang es der Mannschaft noch nicht, sich zu qualifizieren. 1998 war es dann jedoch soweit und das kasachische Team belegte in Nagano immerhin den 8. Platz, nachdem die Mannschaft unter Boris Alexandrow die Zwischenrunde hatte erreichen können. Die zweite Teilnahme bei Olympischen Winterspielen erfolgte dann 2006, nach dem Aus in der Vorrunde reichte es allerdings nur zu Platz 9. Der kasachische Stürmer Jewgeni Koreschkow wurde bei diesem Turnier mit 5 Toren und 2 Assists zudem siebtbester Scorer. Das Team scheiterte unter dem Cheftrainer Jerlan Saghymbajew in Oslo in der Qualifikation für die Olympischen Spiele 2010. Auch bei der Qualifikation für die Spiele in Sotschi 2014 blieben die Kasachen erfolglos.

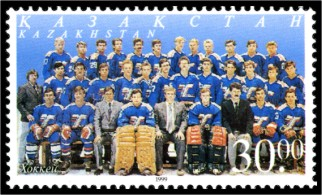
Kasachische Briefmarke, 1999

### Weltmeisterschaften
Bei Weltmeisterschaften arbeitete sich das Team seit der Unabhängigkeit Kasachstans im Jahr 1993 stetig nach oben, bis die Mannschaft schließlich mit dem Sieg in der Division I (inoffiziell auch B-WM) im Jahr 2003 die eigentlichen Eishockey-Weltmeisterschaften (A-WM) erreichte. Nach drei Turnieren stieg die Mannschaft bei der Eishockey-Weltmeisterschaft der Herren 2006 in Riga (Lettland) allerdings wieder in die Division I ab, nachdem die Abstiegsrunde nur als dritte von vier Mannschaften beendet worden war. Bei der Eishockey-Weltmeisterschaft der Herren 2007 belegte die kasachische Mannschaft in Qiqihar (China) hinter Frankreich und Polen jedoch nur den dritten Platz und verpasste so den Wiederaufstieg. 2008 mussten sich die Kasachen den Österreichern geschlagen geben. 2009 gelang schließlich der Wiederaufstieg, nachdem in entscheidenden Spielen Japan mit 3:1 und Slowenien mit 2:1 besiegt worden waren. Nach dem letzten Platz bei der WM 2010 und dem Abstieg in die Division I gelang 2011 der sofortige Wiederaufstieg nach einem 3:2 n. V. im letzten Spiel gegen Gastgeber Ukraine. Auch nach dem Abstieg 2012 konnten die Kasachen den sofortigen Wiederaufstieg feiern. Nach einem 1:2 gegen Gastgeber Ungarn benötigten die Asiaten dafür im letzten Spiel einen Erfolg gegen die bereits als Aufsteiger feststehenden Italiener, der mit 3:0 auch gelang.

### Winter-Asienspiele
Das Team gewann viermal 1996, 1999, 2011 und 2017 das Eishockeyturnier der Winter-Asienspiele und holte jeweils hinter Japan zweimal Silber 2003 und 2007.

Das Leistungsgefälle bei den Eishockeyturnieren der Asienspiele ist jedoch recht hoch. So sind zweistellige Ergebnisse der kasachischen Nationalmannschaft gegen unterklassige Teams nichts Außergewöhnliches, z. B. ein 38:0 gegen Vereinigten Arabischen Emirate und ein 52:1 gegen Thailand beim Turnier 2007 oder ein 35:0 gegen Taiwan beim Turnier 2011.

### Nationaltrainer
- 1993–1994  Wladimir Golz
- 1994–1995  Wladimir Kopzow
- 1996–2002  Boris Alexandrow
- 2003–2006  Nikolai Myschagin
- 2007              Anatoli Kartajew
- 2007–2009  Jerlan Saghymbajew
- 2009–2010  Andrei Schajanow
- 2010–2011  Andrei Chomutow
- 2011–2012  Andrei Schajanow
- 2012–2013  Wladimir Krikunow
- 2013–2014  Ari-Pekka Selin
- 2014–2015  Andrei Nasarow
- 2016–2018  Eduard Sankawez
- 2018–2020  Andrej Skabelka
- 2020–2021  Juri Michailis
- 2021–2022  Andrej Skabelka
- 2022–2024  Ghalym Mämbetalijew
- 2024–  Oleg Boljakin

## Platzierungen

### Olympische Spiele
- 1994 – nicht qualifiziert
- 1998 – 8. Platz
- 2002 – nicht qualifiziert (2. Gruppe 2, 1. Qualifikationsrunde, Gesamtwertung 18.)
- 2006 – 9. Platz
- 2010 – nicht qualifiziert (3. Gruppe G, 2. Qualifikationsrunde, Gesamtwertung 16.)
- 2014 – nicht qualifiziert (2. Gruppe E, 2. Qualifikationsrunde, Gesamtwertung 13.)
- 2018 – nicht qualifiziert (3. Gruppe F, Qualifikationsendrunde, Gesamtwertung 16.)
- 2022 – nicht qualifiziert (2. Gruppe H, 3. Qualifikationsrunde, Gesamtwertung 22.)

### Weltmeisterschaften
- 1993 – 23. Platz (3. Platz C-WM)
- 1994 – 24. Platz (4. Platz C-WM)
- 1995 – 22. Platz (2. Platz C-WM)
- 1996 – 21. Platz (1. Platz C-WM)
- 1997 – 14. Platz (2. Platz B-WM)
- 1998 – 16. Platz
- 1999 – 19. Platz (3. Platz B-WM)
- 2000 – 18. Platz (2. Platz B-WM)
- 2001 – 21. Platz (3. Platz Division I, Gruppe B)
- 2002 – 21. Platz (3. Platz Division I, Gruppe A)
- 2003 – 17. Platz (1. Platz Division I, Gruppe A)
- 2004 – 13. Platz
- 2005 – 12. Platz
- 2006 – 15. Platz
- 2007 – 21. Platz (3. Platz Division I, Gruppe B)
- 2008 – 20. Platz (2. Platz Division I, Gruppe A)
- 2009 – 17. Platz (1. Platz Division I, Gruppe A)
- 2010 – 16. Platz
- 2011 – 17. Platz (1. Platz Division I, Gruppe B)
- 2012 – 16. Platz
- 2013 – 17. Platz (1. Platz Division I A)
- 2014 – 16. Platz
- 2015 – 17. Platz (1. Platz Division I A)
- 2016 – 16. Platz
- 2017 – 19. Platz (3. Platz Division I A)
- 2018 – 19. Platz (3. Platz Division I A)
- 2019 – 17. Platz (1. Platz Division I A)
- 2021 – 10. Platz
- 2022 – 14. Platz
- 2023 – 11. Platz
- 2024 – 12. Platz
- 2025 – 15. Platz

### Winter-Asienspiele
- 1996: Sieger
- 1999: Sieger
- 2003: 2. Platz
- 2007: 2. Platz
- 2011: Sieger
- 2017: Sieger
- 2025: Sieger

### Asien-Cup
- 1995: Sieger